# Garrison (Nebraska)
Garrison est un village du comté de Butler, dans l'État du Nebraska, aux États-Unis. En 2020, il comptait une population de 55 habitants.